# 芦北インターチェンジ
芦北インターチェンジ（あしきたインターチェンジ）は、熊本県葦北郡芦北町花岡にある南九州西回り自動車道（日奈久芦北道路・芦北出水道路）のインターチェンジである。

## 道路
- E3A 南九州西回り自動車道（日奈久芦北道路・芦北出水道路）

## 接続する道路
- 熊本県道27号芦北球磨線

## 歴史
- 2009年（平成21年）4月29日 : 田浦IC - 芦北IC間開通に伴い供用開始[1]。
- 2016年（平成28年）2月27日 : 芦北IC - 津奈木IC間開通[2]。

## 周辺
- 道の駅芦北でこぽん
- 肥薩おれんじ鉄道佐敷駅
- 熊本県立芦北高等学校

## 隣
E3A 南九州西回り自動車道（日奈久芦北道路・芦北出水道路）
田浦IC - 芦北IC - 津奈木IC